# مات مور
مات مور (بالإنجليزية: Matt Moore)‏ (و. 1888 – 1960 م) هو ممثل، ومخرج سينمائي، من جمهورية أيرلندا، ولد في كيلز، مقاطعة ميث، توفي في هوليوود، كاليفورنيا، عن عمر يناهز 72 عاماً.

## وصلات خارجية
- مات مور على موقع IMDb (الإنجليزية)
- مات مور على موقع ألو سيني (الفرنسية)
- مات مور على موقع أول موفي (الإنجليزية)
- مات مور على موقع قاعدة بيانات الأفلام السويدية (السويدية)
- مات مور على موقع إن إن دي بي (الإنجليزية)
- مات مور على موقع قاعدة بيانات الفيلم (الإنجليزية)
- مات مور على موقع كينوبويسك (الروسية)
- مات مور على موقع كينوبويسك (الروسية)